# Oritrophium
Oritrophium là một chi thực vật có hoa trong họ Cúc (Asteraceae).

## Loài
Chi Oritrophium gồm các loài: